# Gare de Gundershoffen
La gare de Gundershoffen est une gare ferroviaire française de la ligne de Haguenau à Hargarten - Falck, située sur le territoire de la commune de Gundershoffen dans la collectivité européenne d'Alsace, en région Grand Est.
Elle est mise en service en 1864 par la Compagnie des chemins de fer de l'Est. Au XXIe siècle, c'est une halte voyageurs de la Société nationale des chemins de fer français (SNCF), desservie par des trains TER.

## Situation ferroviaire
Établie à 172 mètres d'altitude, la gare de Gundershoffen (PN 35) est située au point kilométrique (PK) 15,162 de la ligne de Haguenau à Hargarten - Falck, entre les gares ouvertes de Mertzwiller, s'intercale la halte fermée de Mietesheim, et de Reichshoffen-Ville, s'intercale la halte fermée de Reichshoffen-Usines.

## Histoire
La station de Gundershoffen est mise en service par la Compagnie des chemins de fer de l'Est, le 19 décembre 1864, lorsqu'elle ouvre à l'exploitation sa ligne de Niederbronn à Haguenau. Deux ans plus tard, en 1866, « Gundershoffen », figure dans le guide du voyageur en France publié par Hachette, elle est établie à 16 km de Haguenau.
En 1871, la gare entre dans le réseau de la Direction générale impériale des chemins de fer d'Alsace-Lorraine (EL) à la suite de la défaite française lors de la guerre franco-allemande de 1870 (et le traité de Francfort qui s'ensuivit). En 1875, la gare de Gundershoffen est desservie par quatre trains dans chaque sens sur la relation Haguenau - Forbach.

## Fréquentation
De 2015 à 2024, selon les estimations de la SNCF, la fréquentation annuelle de la gare s'élève aux nombres indiqués dans le tableau ci-dessous.
| Année     | 2015   | 2016   | 2017   | 2018   | 2019   | 2020   | 2021   | 2022    | 2023    | 2024    |
| --------- | ------ | ------ | ------ | ------ | ------ | ------ | ------ | ------- | ------- | ------- |
| Voyageurs | 75 320 | 72 360 | 64 765 | 64 665 | 79 706 | 72 612 | 84 884 | 106 807 | 107 044 | 117 154 |

## Service des voyageurs

### Accueil
Halte SNCF, c'est un point d'arrêt non géré à entrée libre, équipée d'un automate pour l'achat de titres de transport TER.

### Desserte
Gundershoffen est desservie par les trains TER Grand Est (ligne de Strasbourg-Ville à Niederbronn-les-Bains).

### Intermodalité
Un parc pour les vélos et un parking pour les véhicules y sont aménagés. Elle est desservie par les autocars TER Grand Est (relation de Haguenau à Bitche).

## Patrimoine ferroviaire
Le bâtiment d'origine, construit soit par l'EL soit par les Chemins de fer de l'Est, est toujours présent comme habitation bien qu'il ne soit plus utilisé pour la halte.
Il présente une disposition asymétrique avec : une aile basse et étroite de 3 petites travées (aveugles côté voies) où le toit se prolonge par un auvent en bois (désormais muré) ; une aile principale, à étage, dotée de 4 rangées de percements côté rue (avec un pilastre isolant les derniers) alors qu'il n'y a que 3 travées, assez espacées, côté voie. L'aspect de l'aile basse à l'autre extrémité n'est pas connu ; elle a été altérée lors de la rénovation du bâtiment.